# James Norris Memorial Trophy
Il James Norris Memorial Trophy è un premio istituito dalla National Hockey League ed assegnato al "difensore che dimostra nel corso della stagione le migliori capacità nel suo ruolo". Il James Norris Memorial Trophy è stato consegnato 59 volte a 25 diversi giocatori fin dalla sua istituzione nel 1954. Al termine delle stagione i membri della Professional Hockey Writers' Association votano per determinare qual è stato il miglior difensore nel corso della stagione regolare.

## Storia
Il trofeo prende il suo nome da quello di James E. Norris, proprietario della franchigia della National Hockey League dei Detroit Red Wings dal 1932 al 1952. Il trofeo fu consegnato per la prima volta alla fine della stagione 1953-54.
Bobby Orr dei Boston Bruins conquistò il titolo per otto stagioni consecutive (1968-75). Doug Harvey e Nicklas Lidström hanno vinto il trofeo in sette edizioni, mentre Ray Bourque nel corso della sua carriera lo ha vinto per cinque volte. I giocatori dei Boston Bruins hanno vinto il Norris Trophy per 14 volte, mentre quelli dei Montreal Canadiens sono secondi con 12 titoli.
Nella storia solo due giocatori sono riusciti a vincere nello stesso anno il Norris e l'Hart Memorial Trophy: Bobby Orr, il quale centrò la doppietta nelle stagioni 1969-70, 1970-71 e 1971-72, e Chris Pronger, capace di vincere Hart e Norris nella stagione 1999-2000.
Sette difensori riuscirono a vincere l'Hart Trophy prima della istituzione del Norris Trophy: Billy Burch, Eddie Shore (quattro volte), Herb Gardiner, Albert Siebert, Ebbie Goodfellow, Tommy Anderson e Babe Pratt.
Il voto, condotto al termine della regular season dagli esperti della Professional Hockey Writers Association, prevede che ciascun giurato esprima cinque preferenze, indicando per ognuno di essi un diverso punteggio basato sulla scala 10-7-5-3-1.

## Vincitori

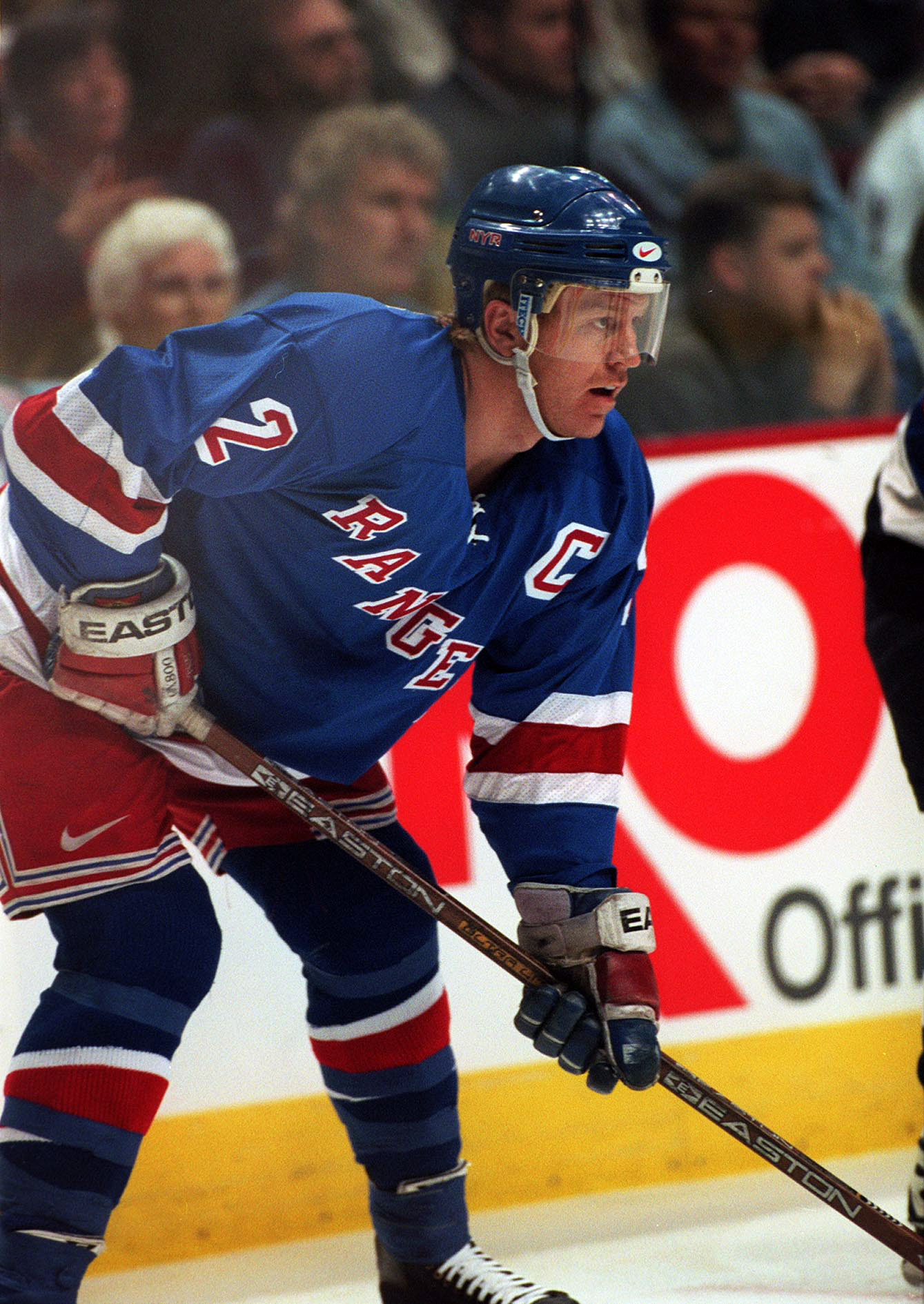
Brian Leetch, due volte vincitore.

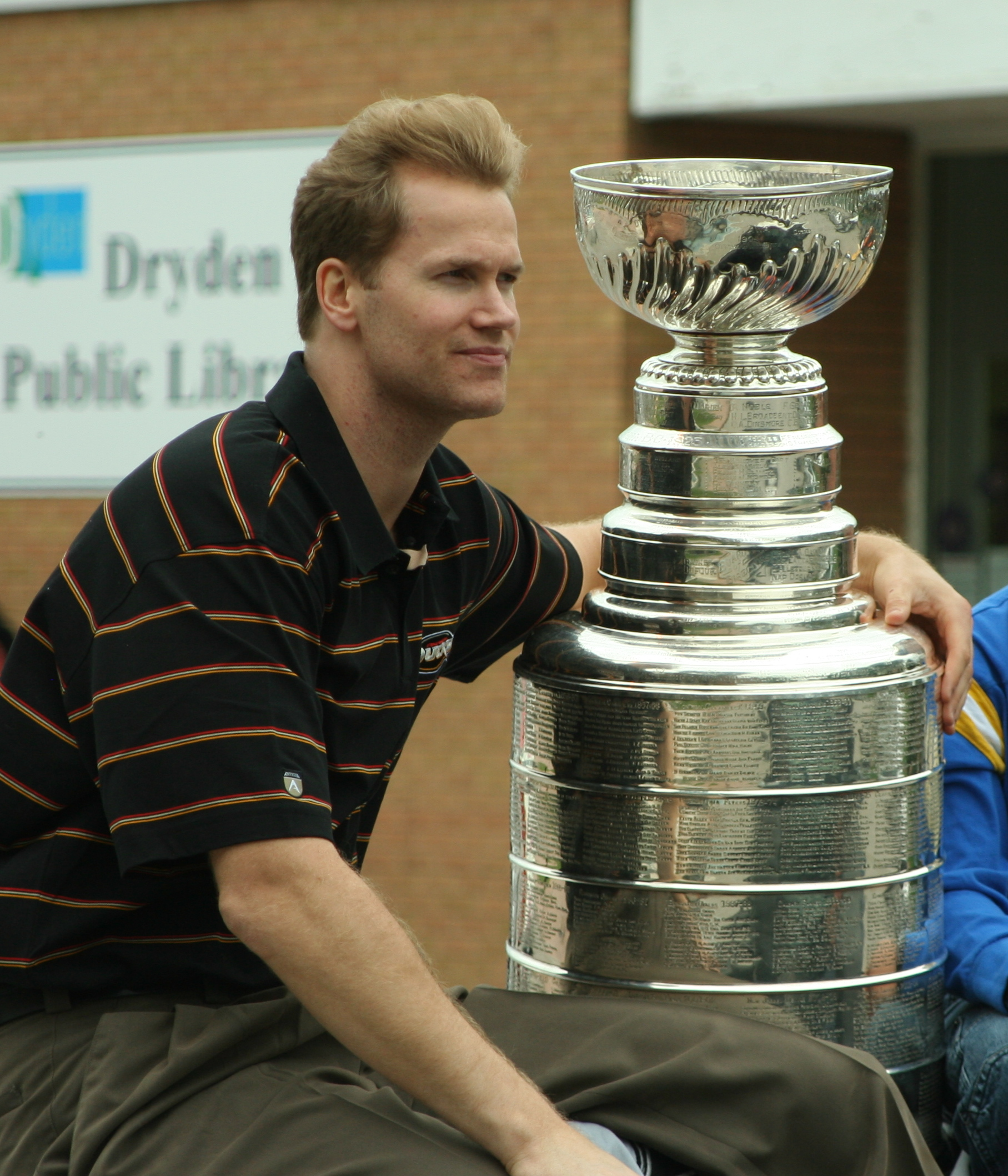
Chris Pronger, una volta vincitore.

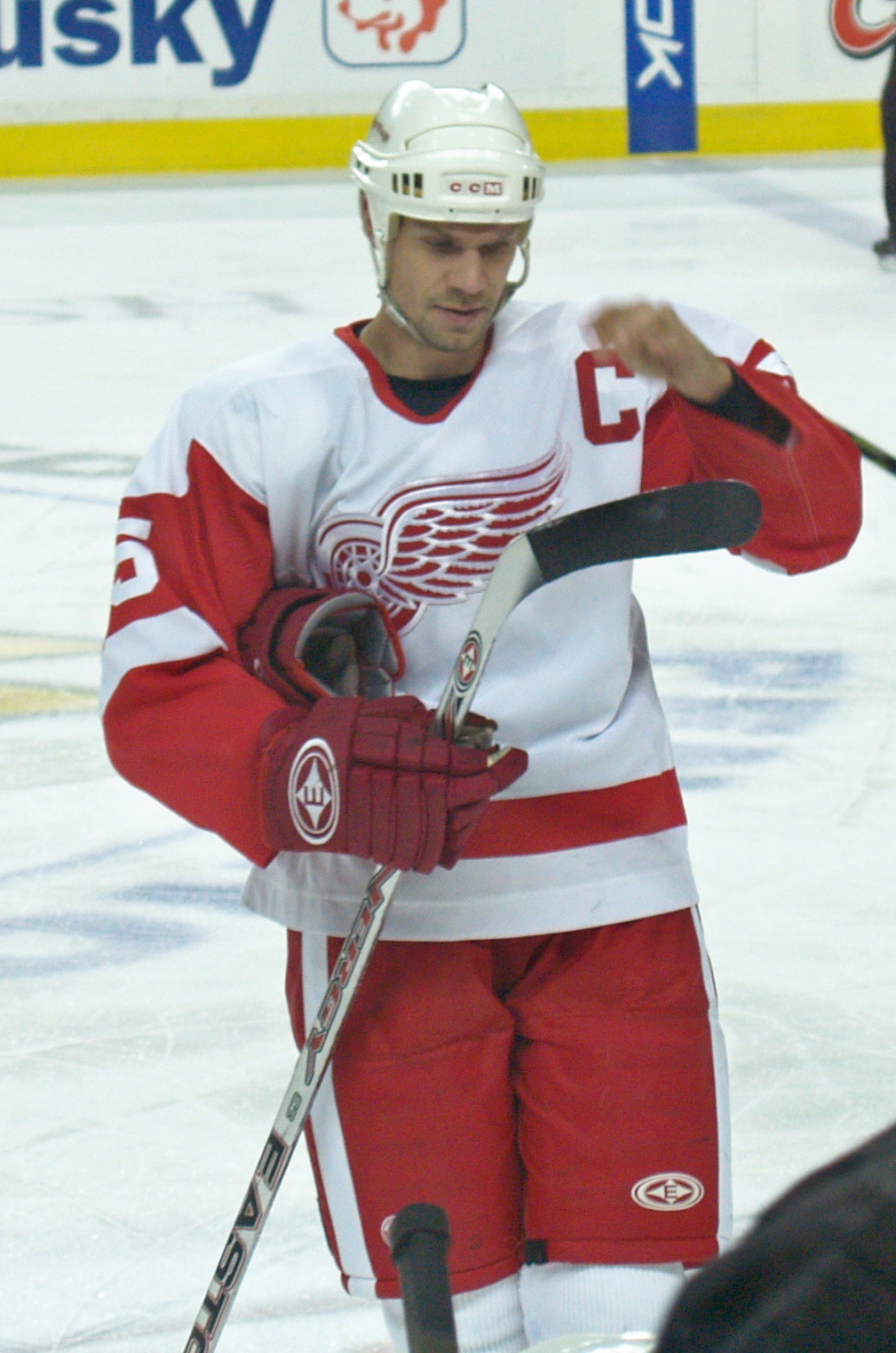
Nicklas Lidström, sette volte vincitore.

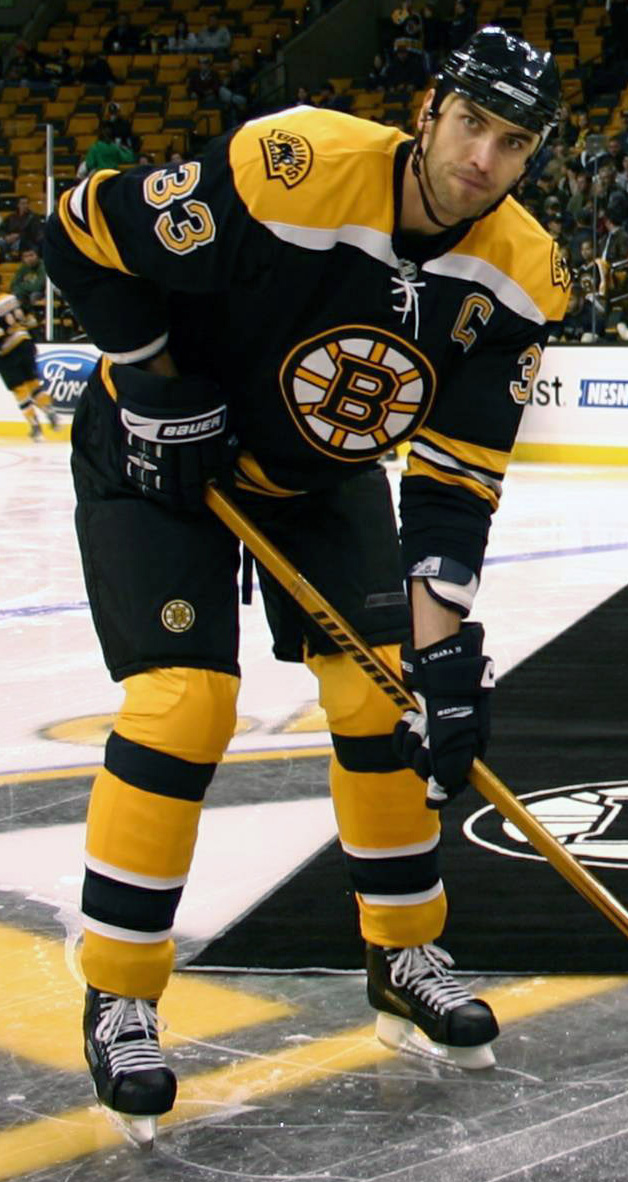
Zdeno Chára, una volta vincitore.

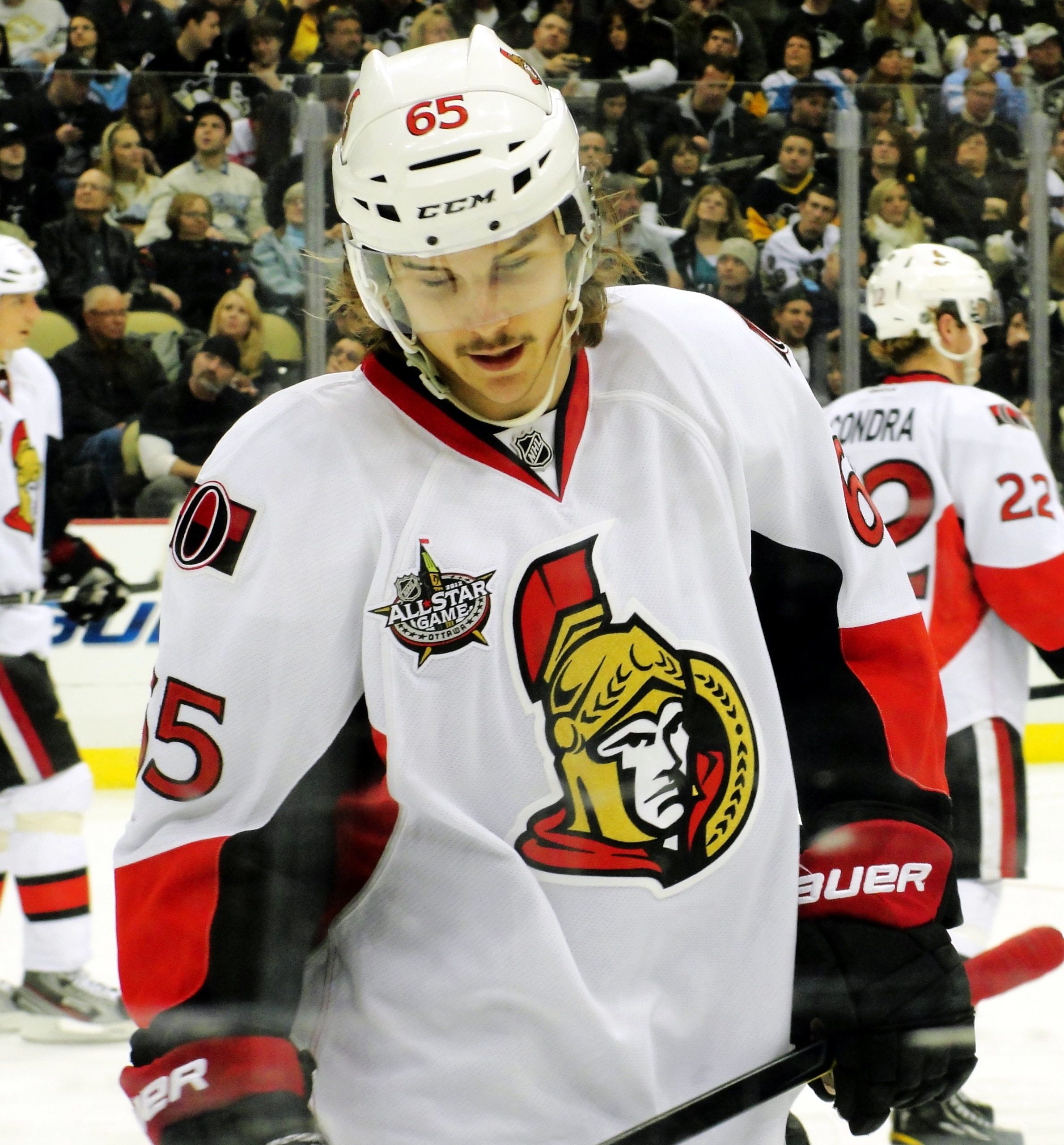
Erik Karlsson, due volte vincitore.

Giocatore ancora in attività nella NHL.
| Stagione  | Vincitore                            | Squadra                              | Vittoria #                           |
| --------- | ------------------------------------ | ------------------------------------ | ------------------------------------ |
| 1953-54   | Red Kelly                            | Detroit Red Wings                    | 1                                    |
| 1954-55   | Doug Harvey                          | Montreal Canadiens                   | 1                                    |
| 1955-56   | Doug Harvey                          | Montreal Canadiens                   | 2                                    |
| 1956-57   | Doug Harvey                          | Montreal Canadiens                   | 3                                    |
| 1957-58   | Doug Harvey                          | Montreal Canadiens                   | 4                                    |
| 1958-59   | Tom Johnson                          | Montreal Canadiens                   | 1                                    |
| 1959-60   | Doug Harvey                          | Montreal Canadiens                   | 5                                    |
| 1960-61   | Doug Harvey                          | Montreal Canadiens                   | 6                                    |
| 1961-62   | Doug Harvey                          | New York Rangers                     | 7                                    |
| 1962-63   | Pierre Pilote                        | Chicago Blackhawks                   | 1                                    |
| 1963-64   | Pierre Pilote                        | Chicago Blackhawks                   | 2                                    |
| 1964-65   | Pierre Pilote                        | Chicago Blackhawks                   | 3                                    |
| 1965-66   | Jacques Laperrière                   | Montreal Canadiens                   | 1                                    |
| 1966-67   | Harry Howell                         | New York Rangers                     | 1                                    |
| 1967-68   | Bobby Orr                            | Boston Bruins                        | 1                                    |
| 1968-69   | Bobby Orr                            | Boston Bruins                        | 2                                    |
| 1969-70   | Bobby Orr                            | Boston Bruins                        | 3                                    |
| 1970-71   | Bobby Orr                            | Boston Bruins                        | 4                                    |
| 1971-72   | Bobby Orr                            | Boston Bruins                        | 5                                    |
| 1972-73   | Bobby Orr                            | Boston Bruins                        | 6                                    |
| 1973-74   | Bobby Orr                            | Boston Bruins                        | 7                                    |
| 1974-75   | Bobby Orr                            | Boston Bruins                        | 8                                    |
| 1975-76   | Denis Potvin                         | New York Islanders                   | 1                                    |
| 1976-77   | Larry Robinson                       | Montreal Canadiens                   | 1                                    |
| 1977-78   | Denis Potvin                         | New York Islanders                   | 2                                    |
| 1978-79   | Denis Potvin                         | New York Islanders                   | 3                                    |
| 1979-80   | Larry Robinson                       | Montreal Canadiens                   | 2                                    |
| 1980-81   | Randy Carlyle                        | Pittsburgh Penguins                  | 1                                    |
| 1981-82   | Doug Wilson                          | Chicago Blackhawks                   | 1                                    |
| 1982-83   | Rod Langway                          | Washington Capitals                  | 1                                    |
| 1983-84   | Rod Langway                          | Washington Capitals                  | 2                                    |
| 1984-85   | Paul Coffey                          | Edmonton Oilers                      | 1                                    |
| 1985-86   | Paul Coffey                          | Edmonton Oilers                      | 2                                    |
| 1986-87   | Ray Bourque                          | Boston Bruins                        | 1                                    |
| 1987-88   | Ray Bourque                          | Boston Bruins                        | 2                                    |
| 1988-89   | Chris Chelios                        | Montreal Canadiens                   | 1                                    |
| 1989-90   | Ray Bourque                          | Boston Bruins                        | 3                                    |
| 1990-91   | Ray Bourque                          | Boston Bruins                        | 4                                    |
| 1991-92   | Brian Leetch                         | New York Rangers                     | 1                                    |
| 1992-93   | Chris Chelios                        | Chicago Blackhawks                   | 2                                    |
| 1993-94   | Ray Bourque                          | Boston Bruins                        | 5                                    |
| 1994-95   | Paul Coffey                          | Detroit Red Wings                    | 3                                    |
| 1995-96   | Chris Chelios                        | Chicago Blackhawks                   | 3                                    |
| 1996-97   | Brian Leetch                         | New York Rangers                     | 2                                    |
| 1997-98   | Rob Blake                            | Los Angeles Kings                    | 1                                    |
| 1998-99   | Al MacInnis                          | St. Louis Blues                      | 1                                    |
| 1999-2000 | Chris Pronger                        | St. Louis Blues                      | 1                                    |
| 2000-01   | Nicklas Lidström                     | Detroit Red Wings                    | 1                                    |
| 2001-02   | Nicklas Lidström                     | Detroit Red Wings                    | 2                                    |
| 2002-03   | Nicklas Lidström                     | Detroit Red Wings                    | 3                                    |
| 2003-04   | Scott Niedermayer                    | New Jersey Devils                    | 1                                    |
| 2004-05   | Premio non assegnato per il lockout. | Premio non assegnato per il lockout. | Premio non assegnato per il lockout. |
| 2005-06   | Nicklas Lidström                     | Detroit Red Wings                    | 4                                    |
| 2006-07   | Nicklas Lidström                     | Detroit Red Wings                    | 5                                    |
| 2007-08   | Nicklas Lidström                     | Detroit Red Wings                    | 6                                    |
| 2008-09   | Zdeno Chára                          | Boston Bruins                        | 1                                    |
| 2009-10   | Duncan Keith                         | Chicago Blackhawks                   | 1                                    |
| 2010-11   | Nicklas Lidström                     | Detroit Red Wings                    | 7                                    |
| 2011-12   | Erik Karlsson                        | Ottawa Senators                      | 1                                    |
| 2012-13   | P.K. Subban                          | Montreal Canadiens                   | 1                                    |
| 2013-14   | Duncan Keith                         | Chicago Blackhawks                   | 2                                    |
| 2014-15   | Erik Karlsson                        | Ottawa Senators                      | 2                                    |
| 2015-16   | Drew Doughty                         | Los Angeles Kings                    | 1                                    |
| 2016-17   | Brent Burns                          | San Jose Sharks                      | 1                                    |
| 2017-18   | Victor Hedman                        | Tampa Bay Lightning                  | 1                                    |
| 2018-19   | Mark Giordano                        | Calgary Flames                       | 1                                    |
| 2019-20   | Roman Josi                           | Nashville Predators                  | 1                                    |
| 2020-21   | Adam Fox                             | New York Rangers                     | 1                                    |
| 2021-22   | Cale Makar                           | Colorado Avalanche                   | 1                                    |